# Shōwa-Tag
Der Shōwa-Tag (jap. 昭和の日, Shōwa no hi) ist ein jährlich stattfindender japanischer Feiertag am 29. April zu Ehren des Geburtstags des Shōwa-Tennō Hirohito, der von 1926 bis 1989 amtierte.
Shō (昭) bedeutet „glänzend“ oder „hell“, und wa (和) bedeutet „Frieden“, was den „erleuchteten Frieden“ bedeutet, den die Bürger empfangen. Nach Angaben der inzwischen aufgelösten Demokratischen Partei Japans soll der Feiertag das japanische Volk dazu anregen, die oft turbulenten 63 Jahre der Herrschaft Hirohitos zu reflektieren.

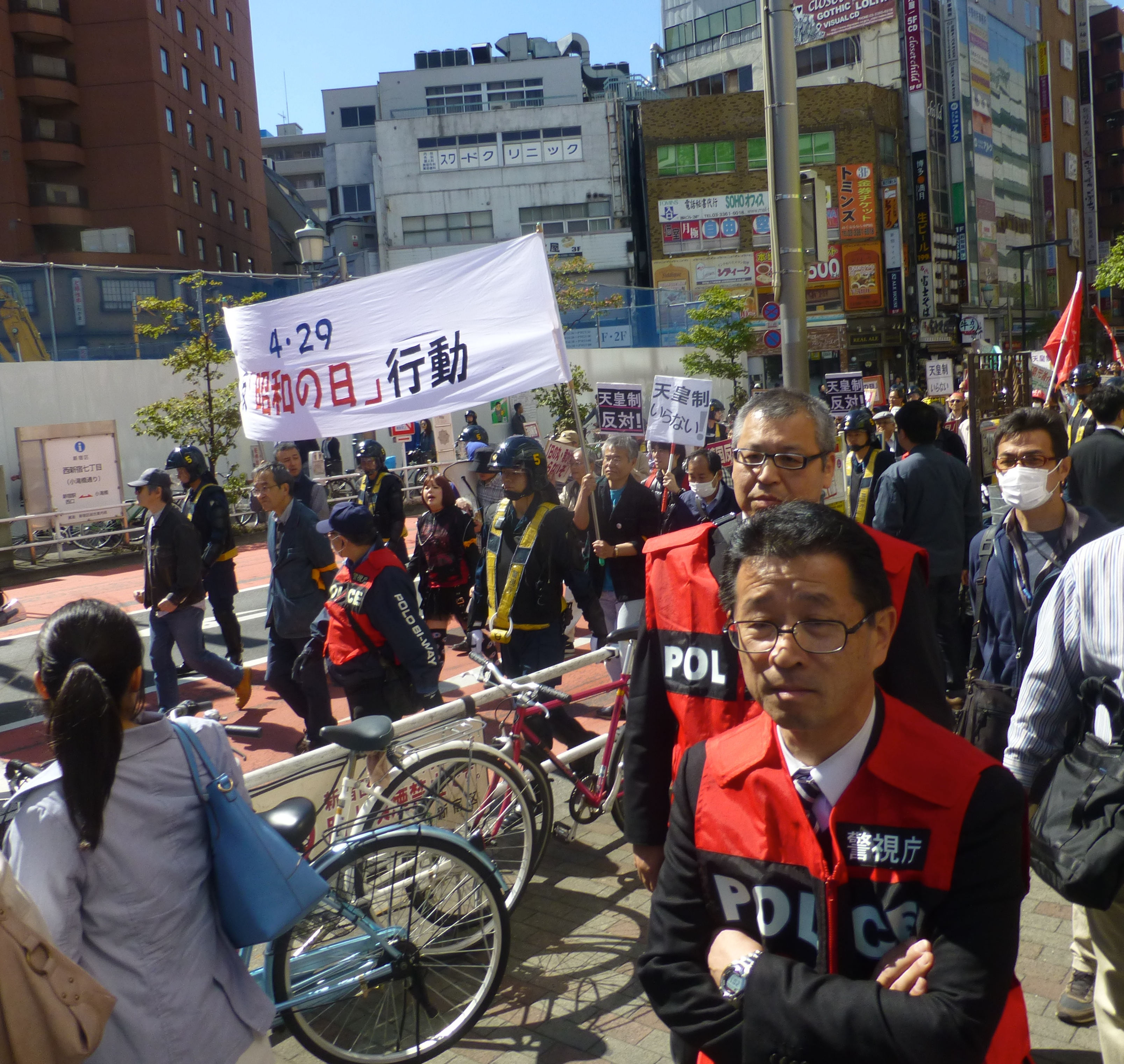
Protestierende gegen den Shōwa-Tag 2016

Zufällig fällt der Shōwa-Tag auf den gleichen Tag, an dem 1948 der Internationale Militärgerichtshof für den Fernen Osten (極東国際軍事裁判, Kyokutō Kokusai Gunji Saiban) in den Tokioter Prozessen Politiker, Diplomaten und hohe Staatsbeamte der kaiserlichen Regierung während des Zweiten Weltkriegs zum Tode verurteilte, darunter den ehemaligen Premierminister Tōjō Hideki.

## Geschichte
Zwischen 1927 und 1988 wurde am 29. April der Geburtstag des Shōwa-Tennō Hirohito gefeiert, davon seit 1949 als gesetzlicher Feiertag „Geburtstag des Kaisers“ (jap. 天皇誕生日, Tennō tanjōbi). Nach seinem Tod 1989 wurde der Tag zum „Tag des Grüns“ (jap. 緑の日, Midori no hi) – eine Referenz auf die Naturverbundenheit des ehemaligen Herrschers. Hirohitos Herrschaft sah unter anderem das Ende der Taishō-Demokratie, der japanischen Invasion der Mandschurei 1931, einer Zeit des „Regierens durch Mord“ einschließlich der Putschversuche vom 15. Mai 1932 und  vom 26. Februar 1936, der Aufstieg der „Unterstützungsgesellschaft für die Kaiserliche Herrschaft“, des Zweiten Weltkrieges, die Besatzungszeit in Japan, die Olympischen Sommerspiele und Paralympics 1964 in Tokio, die Entführungen japanischer Staatsbürger durch die Demokratische Volksrepublik Korea und das japanische Nachkriegs-Wirtschaftswunder.
| Jahre          | 29. April              | 4. Mai               |
| -------------- | ---------------------- | -------------------- |
| vor 1988       | Geburtstag des Kaisers | Kein Feiertag        |
| 1988           | Geburtstag des Kaisers | Landesweiter Ruhetag |
| 1989 bis 2006  | Tag des Grüns          | Landesweiter Ruhetag |
| 2007 bis heute | Shōwa-Tag              | Tag des Grüns        |